# Zorion kaikouraiensis
Zorion kaikouraiensis är en skalbaggsart som beskrevs av Schnitzler 2005. Zorion kaikouraiensis ingår i släktet Zorion och familjen långhorningar. Inga underarter finns listade i Catalogue of Life.